# Kronika města Kocourkova
Kronika města Kocourkova je kniha o fiktivním městě Kocourkově, kterou pro děti napsal a ilustroval Ondřej Sekora. 

## Jednotlivá vydání knihy
- Kronika města Kocourkova vyšla poprvé s autorovými ilustracemi v roce 1947 v nakladatelství Josef Hokr.[1]
- V letech 1971-2008 ji opakovaně vydávalo nakladatelství Albatros.
- V roce 1999 uvedlo zdramatizovanou verzi Národní divadlo moravskoslezské Ostrava v Divadle Jiřího Myrona[2]
- V roce 2015 vyšla kniha v Knižním klubu

Kronika města Kocourkova byla též vydána pod názvem Veselé příběhy města Kocourkova jako audiokniha v nahrávce Supraphonu, v podání Františka Filipovského.

## Oblíbenost knihy
Kronika města Kocourkova je trvale v nabídce českých knihkupectví a antikvariátů.[zdroj⁠?!] V pořadu České televize Kniha mého srdce 2009 se však v první stovce nejoblíbenějších knih neumístila.

## Obyvatelstvo Kocourkova

### Starosta
Starosta je nejvyšším představitelem města a je úředně nařízeno ho oslovovat „Vaše Moudrosti“. Vydává osobně řadu závažných a moudrých nařízení, například o krmení Měsíce sypáním jídla do kašny, v níž se Měsíc v noci koupe. Starosta rozhodl též o záznamech významných událostí města, které se od té doby zapisují černou křídou do komína.

### Městská rada
Rada má dvanáct členů (konšelů), mezi kterými se vystřídali např.: Břichopásek, Držmíšek, Halabala, Hromdotoho, Játakyrád, Játovím, Myšišlápek, Nebojsa, Nesmějtesemně, Nicnemám, Semtele, Špindíra, Zimotřas.
Radní Semtele je navíc místostarostou a zastupuje starostu v jeho nepřítomnosti, např. když se starosta ztratí v lese.

### Bezpečnost
Na pořádek a bezpečnost ve městě dohlížel obecní strážník Řimbaba. Po tragické události u Vomastilů (viz dále) jej starosta zbavil funkce a nahradil ho obecním pasákem Kozíchlupem, Řimbaba šel místo něj pást dobytek.

### Spravedlnost
V knize je zaznamenán případ s exemplárním potrestáním ptačích zlodějů – vrabců, kteří drze kradli zrní. Na vybraném jedinci byla provedena poprava shozením z radniční věže; exekuce byla úspěšná, z vrabce nezbylo ani pírko a přeživší příslušníci tohoto živočišného druhu od té doby konzumují svůj lup ve skrytu.
Pro potrestání zločinců byla u města postavena šibenice – páni radní ji však vyhradili pouze pro zločince z řad občanů Kocourkova a třeba zloděje-cikána poslali, aby se nechal pověsit u knížete pána. Pozdější exekuci provazníka Klubíčka pak zabránilo vzrostlé obilí na cestě k šibenici.

### Městská garda
V Kocourkově byla ustavena městská garda – opět na podnět starosty, který měl zlý té noci sen, že zloději ukradli radniční věž. Pro výběrové řízení byly stanoveny tyto podmínky:
- člen gardy musí mít obě nohy,
- člen gardy musí mít hrdinské srdce,
- člen gardy musí dobře vědět, kde je vpravo a kde vlevo,
- člen gardy nesmí vypadat hloupě.

Tyto podmínky splnilo osm mužů: kolohnát Tojsemselek (velitel), pápěrka Nebojsa, kulhavý Hejrup, strašlivě šilhající Přeskočoko (vidící jen za sebe), dlouhoruký silák Pusťtemne a tři roztomilí tlouštíci Chňachňal, Paťchal a Šmaťchal.
Výzbroj gardy: šavle 8 ks, brokovnice 2 ks, halapartna 1 ks, kulovnice 1 ks, vyřezané dřevěné pušky 4 ks. Výstroj gardy: jak se komu povedlo. Příslušenství: gardový buben (pro jeho rozměry jej nebylo možné vyvézt z dílny kováře Klepnidráta a ten se tak stal tamborem, protože garda prováděla pořadová cvičení na jeho dvoře).
Hrdinské činy gardy:
- vítězství nad zdechlým medvědem
- sestřelení dud, omylem považovaných za strašlivého ptačího netvora
- vyzkoušení kouzelné masti k rozpletení zpřeházených nohou
- záchrana Kocourkova před obludou z kocourkovských lesů
- vítězství nad prapodivnou obludou z hostinského kamen
- utkání s černým hadem

### Kocourkovští hasiči
Podnětem ke vzniku hasičského sboru byl extempore rodiny Vomastilů, jejíž nahluchlý dědeček pomáhal roztápět kamna foukáním do komína. Dílo se podařilo, ale syn následně svým voláním na dědu způsobil ve městě planý požární poplach a nejhorlivější občané pak mj. roztrhali sukni na jeho manželce.
Starosta poté inicioval výpravu do okresního města kvůli zakoupení požární stříkačky. Shodou okolností jim ale stříkačku zaslal sám kníže pán a město tak zjevně ušetřilo nemalé prostředky. Při první technické zkoušce na náměstí si radní Semtele nepočínal šikovně a zasáhl vodním proudem všechny diváky včetně radních a starosty, ale byl za to ještě pochválen.
Při prvním skutečném zásahu došlo k tragédii: obecní strážník Řimbaba totiž zapomněl, že do stříkačky uložil svoje brambory, a tak se nepodařilo uhasit požár kozího chlívku u Vomastilů. Požár se sice nerozšířil a uhasl sám, ale událost vedla k personálním změnám u městské policie a bylo vydáno nařízení, že stříkačka musí být tři dny před každým požárem důkladně prohlédnuta.

## Hospodářství

### Zemědělství
Nejvýznamnějším agrokulturním počinem Kocourkovských byla snaha vypěstovat si vlastní sůl. Tři pytle soli tedy občan Oblízal na přelomu dubna a května nasel do čerstvě zorané černozemě za hradbami. Namísto soli sice vyrostly kopřivy, občané neznalí agronomie je však považovali za nedozrálou sůl a množství z nich si způsobilo zdravotní problémy při pokusech o její ochutnání.
„Nedozrálou sůl“ pak kocourkovské ženy zkrmily svým housatům.
Kocourkovští také zkusili vysedět hříbátko: zakoupili totiž dýni, kterou považovali za kobylí vejce. Pokusy o jeho vysezení však povolaná kobyla nezvládla ani poté, co jí svázali nohy. Když sežrala podkladové seno i slámu, dali jí tam radní piliny, načež kobyla zdechla hlady.

### Lov a rybolov
Kocourkovští se také neúspěšně pokoušeli o likvidaci vraních hnízd jako sídel zemědělských škůdců. Hnízda byla v lese a bylo nutno tam jít se žebříky – při první výpravě je nesli napříč a mezi stromy je postupně odřezávali a zkracovali až na nepoužitelnou délku půldruhého kroku. Při druhém pokusu přinesli (nadél) už jen jeden žebřík, byl však o tři stopy kratší než bylo potřeba a občan Vymňouk se ho neúspěšně pokoušel prodloužit o díl, který předtím dole uřízl. Třetí pokus o lidský žebřík ztroskotal na neukázněnosti nejsilnějšího občana, který byl zvědav na vráňata a podstatným způsobem narušil stabilitu občanů nad sebou.
Různé metody lovu naučil občany starosta po svém návratu z cest: zajíce chytali na košťál, do džbánu, v noci na bouřku, v zimě na lampu. Bažanty lovili na světlo a medvědy na vozovou oj s medem.
Radní Semtele se také rozhodl chovat slanečky v městském rybníce. Výlov byl ovšem neúspěšný, v síti se ocitla jen vrata od staré radnice. Podle radního Játovíma se slanečci provrtali hrází rybníka a odpluli do moře.

### Doprava
Kocourkov byl dosažitelný výhradně cestami – tedy pro pěší či pasažéry koněm tažených kočárů. O jiných dopravních prostředcích se kniha nezmiňuje (s výjimkou pramice, která však slouží výhradně k dopravě kostelních zvonů doprostřed rybníka).
Jak autor uvádí, veškeré snahy o modernizaci dopravní obslužnosti např. zavedením dálkové kolejové dopravy osob a nákladů zřízením železnice byly Městskou radou zamítnuty. Nejvybranější inženýři projektovali železnici se stříbrnými pražci a zlatými kolejnicemi, nicméně Městská rada nebyla ve svém postoji vedena obavami o krádeže vzácných kovů (v knize ostatně není zmínky o možnosti výkupu druhotných surovin), ale snahou o dodržování nočního klidu po uzavření městských bran – pokud by si najednou nějaký vlak vzpomenul přijet, musel by mu někdo brány otevírat a zase za ním zavřít. Starosta navíc projevil obavu o zachování nízké úrovně dopravního hluku, který by se nepochybně zvýšil, pokud by vedle každého vozu vlaku šel vozka a práskal bičem: "Hrůza! Nic se nebude stavět, žádný vlak sem nepojede a inženýry vyženeme!" Páni inženýři tedy skutečně museli odejít, stejně jako již nasmlouvaní lidé s motykami.

## Významné stavby Kocourkova

### Radnice
Původní městskou radnici, starou a docela malou, zboural býk, který si chtěl podrbat záda o vrata. V této situaci se ukázala i inteligence tehdejšího starosty – obyčejný starosta by tou dobou jistě pracoval a teď by ho tahali zpod trosek, ale kocourkovský doma vyspával po posvícení a demoliční hluk ho pouze probudil. Poté, co se dostavil na místo, jen zívl a vydal pokyn ke stavbě nové radnice.
Ke stavbě nové radnice bylo nutné dopravit z vršku nad městem stavební dříví. Skupina osob pod vedením Tomáše Přetrhdíla pracně na ramenou nosila klády do města, činnost však racionalizoval jistý povaleč Filip Nehejbejsa využitím gravitace, jež skutálela klády dolů bez námahy. Práce na nové radnici se následně zdržely o čtyři týdny, protože občané vynosili všechny klády zpět na kopec a poté je důkladným kopnutím opět sváleli dolů.
Následné zednické práce byly ovlivněny nízkou úrovní mechanizace: malta byla připravována ručním mícháním v dížích na těsto a cihly sešívány ševcovskou nití. Starosta, provádějící stavební dozor, se pak pokusil o organizaci zábavy na staveništi zpěvem: plénem vybrané songy však pracovníky uspaly a tak starosta musel vybírat hudební složku sám. Díky němu "... byla radnice hotová jedna dvě a sousedé ani nestačili myslet na to, co dělají". Radnici s vysokou věží nakonec omyli mydlinkami.
Na slavnostní otevření radnice se městští radní rozhodli pozvat i pana knížete a vyslali k němu delegaci. První poselstvo, sestávající z nejvousatějších občanů pod vedením občana Ventruby, se však stalo v hospodě obětí trapného žertu jakéhosi hubeného občana (profesí holiče), který zneužil jejich spánku a všechny zbavil vousů, načež odešel z místa činu. Členové delegace tak ráno nemohli poznat ani sami sebe a postupně se navrátili do Kocourkova, kde je poznaly až jejich manželky. Druhou delegaci, kterou tvořila městská rada, pak vedl sám starosta – na knížecím zámku se však stali obětí nehody (radní mu přišlápl rozvázanou tkaničku) a následující trapné nedorozumění vyřešil kníže pán tak, že "...ráčil všechny Kocourkovské milostivě vyhoditi dáti" a pozvání nepřijal.
Slavnostní otevření nové radnice se konalo následující neděli. Při této příležitosti po celém městě hráli hudebníci (na náměstí trubači, v ulicích a u kostela klarinety, v uličkách flétny a pikoly, na hradbách bicí a v branách basbombardóny), měli však nejednotný repertoár a tím vznikl pojem „Kocourkovská hudba“. Slavnostního průvodu se zúčastnili páni radní, starosta, nejbohatší občané města (všichni s vycpanými břichy) a ozbrojená stráž s vidlemi, kosami a cepy; průvod uzavíral strážník Řimbaba.
Téhož dne byla odhalena vada v projektu: uvnitř radnice nebylo světlo. Starosta vyhlásil dosažení vnitřního osvětlení jako projekt k řešení s tím, že úspěšnému řešiteli jako cílovou odměnu předá svoji funkci. Pokusy radních o transport solární energie dovnitř objektu (pomocí kornoutů, pytlů a povlaků na peřinu) neměly úspěch, nízká úroveň vědomostí o oftalmologii a optice vedla rovněž k neúspěšnému experimentu s nachytáním světla do očí, a naprázdno vyšel i pokus o využití úřední moci a nahnání světla do radnice tlučením holemi. Věc vyřešil až zloděj, mezitím uzavřený do šatlavy: při úspěšném pokusu o útěk vyboural kus zdi a tím přivedl radní na myšlenku vybavit obvodové zdi radnice okny. Zloděj se však starostou nestal, protože za háječkem na sluníčku došlo k nedorozumění a úspěšný řešitel zmizel za kopcem. Věc měla nepříjemnou dohru, když starosta pozval stavitele na opravu poškozené budovy a vlivem nedorozumění strážník tohoto stavitele považoval za rošťáka, takže za ním dveře šatlavy nejen zamkl, ale i zapřel trámem. Stavitel se pokoušel uniknout dírou, ale strážník ho práskal zvenku pometlem a tak stavitele vysvobodil až starosta. Ze zakázky sešlo a Kocourkovští si museli vzít jiného stavitele.
Poslední závadou radnice, kterou odhalily plískanice, bylo chybějící topení. Radní tedy nechali osadit kamna ven, před okna, a únikům tepla zabránil starosta tím, že přes kamna nechal přehodit rybářskou síť. Výhody tohoto uspořádání byly zjevné: v radnici nikdy nebylo horko a nepadaly tam saze.
Na radniční věži také časem vyrostla tráva. Radní se rozhodli nechat ji spást obecním býkem, ale při snaze ho dostat na střechu provazem kolem krku ho namísto zvednutí oběsili.

### Městské hodiny
Prvním ukazatelem času (ovšem jen jednoúčelovým) bylo škrundání ve starostově břichu, signalizující čas oběda. Poté, co si starosta na posvícení pokazil žaludek, se městská rada usnesla na potřebě skutečných hodin.
První skutečné hodiny byly následně postaveny na radniční věži: z krajského města přijel povoz s tajemnými nástroji a po dvou týdnech práce byl na stěně, viditelné ze starostova domu, zřízen ciferník s číslicemi velkými skoro jak vraní hnízdo a ručičkami dlouhými jak koňská noha. Světovou vzácností hodinového stroje byl sponzorský dar samotného starosty: závaží z tvarohu (dva koláče, velké jak mlýnské kolo) – to bylo sice původně tajemstvím, ale pak to starosta prozradil konšelům, ti svým ženám a druhého dne si o tom štěbetali vrabci na střechách. Následně vrabci začali závaží ujídat, hodiny se tedy stále opožďovaly a jednoho dne se nadobro zastavily v 11:45, takže ten den Kocourkovští neobědvali (vyjma starostu, který tajně poobědval po setmění). Poté se čas opět řídil starostovým subjektivním pocitem hladu, neboť v tu chvíli dal pokyn strážníkovi a ten ručně posunul hodiny na poledne.
Druhé hodiny byly sluneční, protože chytří lidé objevili ve světě hodiny, které nemají ani stroje, ani závaží a nemusejí se natahovat. Špatně pochopená objednávka vedla k tomu, že povolaný malíř nakreslil na hodiny na starostově domku doprostřed berana a na jednotlivé hodiny pak ovce, ovšem vždy s podobiznami radních. I to byl světový unikát a Kocourkovští dali malíři dokonce dvojnásobek smluvené částky.
Po nějakém čase spravil zavítavší hodinář i věžní hodiny, takže ve dne se mohli občané dívat na radniční hodiny a v noci si chodili svítit na hodiny na starostově domku. Majitel vedle stojící hospody pak měl nepříjemnost s pocestným, kterého měl ráno vzbudit ve 4:00 a vlivem špatného přístupu ke slunečním hodinám se mu to nepodařilo.

### Kašna
Krásnou a vznešenou kašnu si v Kocourkově postavili jako zdroj vody pro hasební zásahy.
Následkem stavby zůstal na náměstí velikánský kopec hlíny. Starosta doporučil Kocourkovským vykopat v zemi díru a tam hlínu naházet, zbyla jim však hlína z díry. První radní zahartusil, ať vykopou v zemi jámu a tam hlínu nahážou, zbyla jim však hlína z jámy. Druhý radní poručil vykopat díru, zbyla jim však hlína z díry. Třetí radní doporučil vykopat jámu atd., takže postupně se posouvali k bráně a hlínu vykopanou z poslední díry už házeli rovnou za hradby.
V kašně se však stále voda neobjevovala. Jednoho dne ji naplnili vodou ze studánek, potoků a kádí, ale do druhého dne voda prosákla do země – naplnili tedy kašnu znovu a starosta vydal nařízení, že každý musí do kašny vylít všechnu vodu, co mu zbude. Obyvatelé tam tedy začali lít např. vodu po mytí nohou, nádobí i podlahy, takže po nějakém čase zde rostl všelijaký plevel a neřád, též prasátka zde vesele ryla. Nakonec nechal starosta obsah kašny vyvézt z města ven a na základě poznámky občana Nehejbejsy byla vykopána studna. Dík předchozím zkušenostem došlo k intenzifikaci práce tím, že odváželi vykopanou hlínu na vozech rovnou za hradby.
První, a jedinou známou, obětí studny byla starostova slepice, která spadla dovnitř a na ni se pak zřítil i sám starosta v okovu. V té době ve studni ještě voda nebyla, kopáčské práce tedy musely pokračovat až do doby, kdy při úředním přeměření dosáhli hloubky šesti kocourkovských mužů (tedy přibližně 10,5 m). Následujícího dne již do studny prosákla voda a další kopání nebylo nutné.

### Kostel
Kronika se nezmiňuje o výstavbě kostela, jen o období, kdy je hotov. Podle dochovaných ilustrací jde o jednolodní sakrální stavbu, dřevěnou, s poněkud dadaisticky pojatou věží (s obrovskou cibulí, půdorysně překrývající zdivo), téměř bez vnějších okrasných prvků. Kostel je umístěn na kopečku za městem, neušel tedy pozornosti nekalých živlů a jakýsi otrhaný pocestný z něho ukradl zvony. Kostelník poté svolával lidi na mši voláním z věže.
Když kostelník ochraptěl, pořídili Kocourkovští druhou sadu zvonů od jiného pocestného, přičemž zvony vypadaly navlas stejně jako ty původní, ba možná že to byly i ony, takže je měšťané rádi koupili a pocestného ještě pohostili. Po nějakém čase však v obavách před drancujícím nepřátelským vojskem ukryli zvony do rybníka, pak už je nikdy nenašli a kostelník musel svolávat lidi píšťalkou.
Bylo tedy nutno transportovat kostel blíže k městu. Technika, použitá například pro přesun mosteckého chrámu, nebyla v této době ještě vyvinuta a tak občané obehnali kostel provazy a pomocí tažného dobytka se jej pokusili odtáhnout k městu. Snaha nevedla k výsledku, až náhodný krajánek poradil, aby kostel jako sakrální stavbu táhli sami lidé. Pomocí starostova kabátce pak krajánek simuloval posouvání kostela, až nakonec kostel na kabát „najel“ a od té doby Kocourkovští subjektivně pociťují cestu do kostela jako výrazně kratší.